# Tylopaedia knobeli
Tylopaedia knobeli är en fjärilsart som beskrevs av Van Son 1959. Tylopaedia knobeli ingår i släktet Tylopaedia och familjen juvelvingar. Inga underarter finns listade i Catalogue of Life.